# Да Силва, Рамон
Рамон Родригес да Силва (порт. Ramón Rodríguez da Silva; 22 августа 1990, Ипиау, Бразилия) — бразильский футболист, защитник клуба «Сённерйюск».

## Карьера
Рамон начал заниматься футболом в клубе «Баия». В 2009 году он присоединился к молодёжной команде голландского АЗ. Спустя два года да Силва покинул АЗ, не проведя ни одного матча за основную команду.
Летом 2011 года Рамон проходил просмотр в «Волендаме», однако контракт с ним заключён не был. Бразилец возвратился на родину и присоединился к «Итабуне», за которую провёл 7 матчей в Чемпионате штата Баия.
В начале 2012 года Рамон приехал на просмотр в «Тренчин», но контракт со словацким клубом заключил только летом того же года.
Дебютный матч в чемпионате Словакии бразилец провёл 14 июля 2012 года против «Нитры». В сезоне 2012/13 защитник, прочно заняв место в стартовом составе «Тренчина», провёл 30 матчей. 25 июля 2013
года Рамон дебютировал в еврокубках во встрече квалификации Лиги Европы против шведского «Гётеборга».
В сезоне 2014/15 «Тренчину» удалось сделать «золотой дубль», выиграв чемпионат и кубок страны. Бразилец сыграл в решающей встрече кубка., а в чемпионате отметился первым забитым мячом в профессиональной карьере.

## Достижения
Тренчин
- Чемпион Словакии (1): 2014/15
- Обладатель Кубка Словакии (1): 2014/15